# آمونیوم بی‌فلوئورید
آمونیوم بی‌فلوئورید (به انگلیسی: Ammonium bifluoride) یک ترکیب شیمیایی است. شکل ظاهری این ترکیب، بلورهای سفید است.